# Deportationen in der NS-Zeit aus Köln
Zwischen den Jahren 1938 bis 1945 kam es auch in Köln im Zuge des NS-Regimes zu Deportationen in und um Köln. Von den rund 16.000 Kölner und Kölnerinnen, die sich bei der Volkszählung 1933 zum jüdischen Glauben erklärt hatten, konnten etwa die Hälfte durch Flucht/Emigration bis 1939 ihr Leben retten. Fast alle anderen, darunter auch viele derjenigen, die in später deutsch besetzte Länder geflohen waren, wurden deportiert und ermordet. Als die amerikanischen Truppen am 6. März 1945 Köln besetzten, konnten sie nur noch 30 bis 40 jüdische Menschen in Köln befreien.

## Zeitliche Abfolge der Maßnahmen ab 1940

### Die „Polenaktion“ im Oktober 1938
Die NS-Deportationen von überwiegend Juden aus Köln begannen mit der „Polenaktion“ gegen etwa 600 „Ostjuden“, die keine deutsche Staatsbürgerschaft vorweisen konnten. Sie wurden Ende Oktober 1938 aus Köln plötzlich an die polnische Grenze gebracht und dort über die Grenze getrieben. Ähnliches gilt für die zeitweisen Inhaftierungen von verfolgten Personen nach dem NS-Novemberpogrom, die sie in der KZ-Haft zur Übertragung von Eigentumsrechten und der Zusage einer baldigen Auswanderung erpressen sollten. Ab 1939 nutzten die Behörden zwangsweise arisierte Gebäude als Judenhaus.

### Deportation von Sinti und Roma im Mai 1940
Im Mai 1940 setzte in Köln die massenhaften Deportationen von Sinti und Roma ein. Bei den Maideportationen wurden auf Drängen der Wehrmachtführung, „baldmöglichst ein Verbot des Aufenthalts von Zigeunern in der Grenzzone [zu] erlassen“, von Himmler per Schnellbrief für Mitte Mai 1940 ein „Transport von Zigeunern … 2500 Personen – in geschlossenen Sippen“ aus dem westlichen Grenzraum ins besetzte polnische Gebiet des Generalgouvernements angeordnet. Als Sammelpunkte für je 1000 zu Deportierende waren Hamburg (Hafen) und Köln (Messehallen) und für weitere 500 Personen das württembergische Zuchthaus Hohenasperg bei Ludwigsburg/Stuttgart vorgesehen.

### Jüdische Deportationen ab Oktober 1941

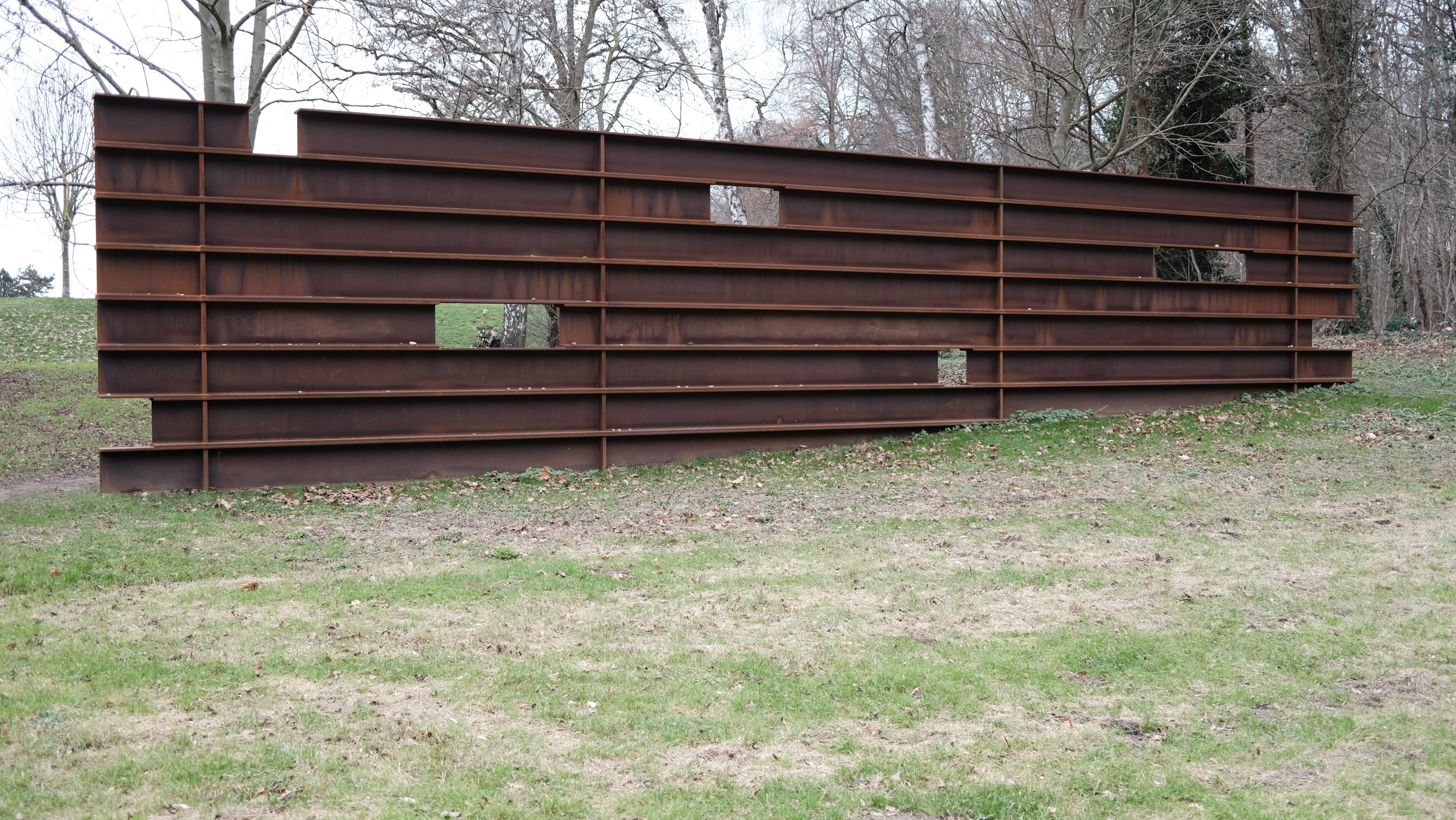
Skulptur „Wall“ von Simon Ungers, 2020 am Gedenkort Deportationslager Köln-Müngersdorf errichtet (Standort ehemaliges Fort V am äußeren Grüngürtel), Foto von 2023

Vom Herbst 1941 bis zum Sommer 1942 organisierte die Kölner Gestapo mit jeweils rund 1000 Menschen umfassenden Bahntransporten die Deportation fast der gesamten zu diesem Zeitpunkt noch in Köln und der Region lebenden jüdischen Bevölkerung.
Im Herbst 1941 richteten die Kölner Behörden in Köln-Müngersdorf, bei den Gebäuden des Fort V in neu erbauten Baracken, das Deportationslager Müngersdorf ein, in dem sie Juden aus Köln und aus der Kölner Region inhaftierten, bis sie von der Gestapo endgültig einem der Transporte zugeteilt waren.
Am 22. Oktober 1941 ging der erste Transport aus Köln mit 1018 als Juden verfolgten Personen ab, dem kurz darauf ein zweiter Zug folgte. Mit einem dritten Transport am 30. Oktober waren rund 3000 Juden aus Köln nach Litzmannstadt deportiert worden. Von den rund 2000 Frauen, Männern und Kindern, die am 22. und 30. Oktober 1941 von Köln nach Litzmannstadt deportiert wurden, haben nach jüngsten Recherchen 25 Frauen und Männer überlebt.
Am 7. Dezember 1941 fuhr ein Deportationszug mit 1011 Kölner Juden vom Gleis 5 des Bahnhofs Deutz-Tief aus nach Riga. Sie waren die ersten deutschen Juden, die nach den Massakern an mehr als 25.000 lettischen Juden ins „freigemachte“ Ghetto Riga kamen. Drei Tage später wurden die männlichen Jugendlichen nach Salaspils verschleppt. Vom gesamten Transport überlebten 87 Personen.
In Köln lebten zu diesem Zeitpunkt noch etwa 6200, im übrigen Regierungsbezirk Köln 1400 Juden. Fast alle jüdischen Einrichtungen und Organisationen waren zwangsumgestaltet oder aufgelöst worden, und auch die nur noch als Kultusvereinigung »Synagogen-Gemeinde Köln e.V.« und die lokale Nebenstelle der Reichsvereinigung der Juden in Deutschland hatte kaum mehr eigene Hilfs- oder Handlungsmöglichkeiten.
Es folgten Züge am 15. Juni und am 27. Juli 1942 mit älteren Juden in das Ghetto Theresienstadt. Zuvor hatte der Gauleiter Josef Grohe nach dem Bombenangriff vom 30. Mai darum ersucht, wegen des Wohnungsmangels die Judenevakuierungen beschleunigt vorzuziehen. Kölnerinnen und Kölner befanden sich auch in einem Sammeltransport, der am 15. Juni 1942 aus Koblenz über Aachen, Köln und Düsseldorf nach Lublin fuhr, wo rund 100 Männer für das KZ Majdanek selektiert wurden. Der Zug fuhr über Izbica weiter bis ins Vernichtungslager Sobibor.
Am 20. Juli 1942 wurden neben Kölner Juden auch etwa zur Hälfte jüdische Frauen, Männer und Kinder aus dem Rheinland nach Minsk deportiert.
Ab dem Sommer 1942 führten weitere Deportationen mit insgesamt über 3500 Menschen von Köln aus in das KZ Theresienstadt sowie direkt in die NS-Vernichtungslager Trostinez bei Minsk, Belzec, Sobibor, Treblinka oder nach Auschwitz-Birkenau.

### Andere Deportationsorte von ehemaligen Kölnerinnen und Kölnern
Jüdische Kölnerinnen und Kölner befanden sich auch in den großen Deportationszügen aus Westerbork (besetzte Niederlande), Mechelen (besetztes Belgien) oder Drancy (besetztes Frankreich), die von den Nationalsozialisten zur Ermordung in den Osten, gebracht wurden.

## Außenlager des KZ-Buchenwald
Das Messelager Köln war ein von 1939 bis 1945 bestehender Lagerkomplex auf dem Gelände der Kölner Messe im rechtsrheinischen Kölner Stadtteil Deutz. Hier ansässig war die SS-Baubrigade III, die von September 1942 bis Mai 1944 als Außenlager dem KZ Buchenwald unterstellt war. Die Häftlinge wurden zu Aufräumungsarbeiten, zur Trümmerbeseitigung und Bergung von Leichen nach Bombenangriffen gezwungen sowie zur Blindgängerbeseitigung in Bombensprengkommandos. Ein sogenanntes Polizeigefängnis (Arbeitserziehungslager) der Gestapo diente der Unterdrückung der „Fremdarbeiter“. Verschiedene „zivile“ Zwangsarbeiterinnen und Zwangsarbeiter, insbesondere auch so genannte Ostarbeiter, befanden sich hier auch im Lager. Unmittelbar vor den Deportationstransporten dienten die Messehallen auch als Sammellager. Von der unteren Ebene des Deutzer Bahnhofes fuhren die Transporte „in den Osten“ ab.

## Opferzahlen
Am besten dokumentiert ist das Schicksal der insgesamt 2514 aus Köln und der Region ins KZ Theresienstadt Verschleppten: 231 überlebten das Kriegsende, über 90 Prozent starben im KZ (dem beschönigend so genannten Ghetto) oder wurden von dort weiter in die Vernichtungslager Treblinka oder Auschwitz transportiert und dort ermordet.
So weit bislang bekannt, erlebten von den nach Riga Deportierten nur etwa 80 Menschen 1945 die Befreiung. Niemand hingegen überlebte die Deportation nach Minsk: Die 1164 Deportierten, darunter auch die Schülerinnen und Schüler sowie Lehrerinnen und Lehrer der „Schule Jawne“, wurden nach ihrer Ankunft in dem nahe gelegenen Maly Trostinez ermordet.

## Gedenkbuch der jüdischen Opfer aus Köln
Das Gedenkbuch der jüdischen Opfer aus Köln ist dem Gedenken an die jüdischen Kölnerinnen und Kölner gewidmet, die während des Nationalsozialismus ermordet wurden. Es ist ein Online-Projekt im Internet und stellt einen Auszug aus der umfangreichen Dokumentation des NS-Dokumentationszentrums dar. Es werden vor allem die Daten angezeigt, die im Rahmen von Rechercheprojekten seit 2004 neu bearbeitet worden sind.
Das Gedenkbuch enthält in seiner Online-Version die Namen der Opfer und die wichtigsten Angaben zu ihrer Person und ihrem Verfolgungsschicksal: Name, Vorname, Geburtsname, Geburtsdatum und Geburtsort, die Stationen der Deportation und, soweit bekannt, Sterbedatum und Sterbeort.
Die Arbeit am Gedenkbuch ist kein abgeschlossenes Projekt, sondern wird kontinuierlich fortgeführt. In Jahresberichten des NS-DOK, Köln, wird regelmäßig über die jeweiligen Schwerpunkte in diesem Arbeitsbereich des Zentrums berichtet. Die letzte Aktualisierung des Datenbestands erfolgte am 11. Oktober 2019.
Auf der Website des NS-Dokumentationszentrums Köln ist eine Suchmaske für eine Volltextsuche, bzw. eine Suche nach Namen, Geburtsort, Abgangsort der Deportation, Deportationsziel oder Sterbeort verfügbar.

## Nachweise
1. ↑  Das Haus Bier. Bei www.stadt-koeln.de, aufgerufen am 14. Februar 2020.
2. ↑  Alfred Gottwaldt, Diana Schulle: Die „Judendeportationen“ aus dem Deutschen Reich 1941–1945 - Eine kommentierte Chronologie. Marix, Wiesbaden 2005, ISBN 3-86539-059-5, S. 74, 75 und 80.
3. ↑  Alfred Gottwaldt, Diana Schulle: Die „Judendeportationen“ aus dem Deutschen Reich 1941–1945. Marix, Wiesbaden 2005, ISBN 3-86539-059-5, S. 126.
4. ↑  Alfred Gottwaldt, Diana Schulle: Die „Judendeportationen“ aus dem Deutschen Reich 1941–1945. Marix, Wiesbaden 2005, ISBN 3-86539-059-5, S. 291.
5. ↑  Alfred Gottwaldt, Diana Schulle: Die „Judendeportationen“ aus dem Deutschen Reich 1941–1945. Marix, Wiesbaden 2005, ISBN 3-86539-059-5, S. 217–219.
6. ↑  Fahrplanordnung der Reichsbahn für den 22. Juli 1942 bei www.statistik-des-holocaust.de, aufgerufen am 14. Februar 2020.
7. ↑  Dieter Corbach: 6.00 Uhr ab Messe Köln-Deutz - Deportationen 1938-1945. Köln 1999
8. ↑  Dieter Corbach: Die Jawne zu Köln. Zur Geschichte des ersten jüdischen Gymnasiums im Rheinland und zum Gedächtnis an Erich Klibansky. Gedenkbuch zur Ausstellung im Historischen Rathaus der Stadt Köln vom 12. – 26. November 1990. Scriba Verlag, Köln 1990. ISBN 3-921232-42-2.
9. ↑  NS-DOK
10. ↑  Die Suchmaske für Abfragen bei museenkoeln.de/ns-dokumentationszentrum
11. ↑  Das EL-DE-Haus am Appellhofplatz 23–25 in Köln war von 1935 bis 1945 Sitz der Kölner Gestapo. („LD“ ist das Namenskürzel des Vorbesitzers, gebaut 1934 ff)